# Tuffi ai XVII Giochi panamericani - Piattaforma 10 metri femminile
Il concorso dei tuffi dalla piattaforma 10 metri femminile dei XVII Giochi panamericani si è svolto il 10 e 11 luglio 2015 presso il CIBC Pan Am/Parapan Am Aquatics Centre and Field House di Toronto in Canada.

## Programma
| Data           | Ora   | Evento      |
| -------------- | ----- | ----------- |
| 10 luglio 2015 | 13:30 | Preliminare |
| 11 luglio 2015 | 20:00 | Finale      |

## Risultati
In verde sono contraddistinti i finalisti.
| Class   | Atleta             | Natione     | Preliminare | Preliminare | Finale | Finale |
| Class   | Atleta             | Natione     | Punti       | Class       | Punti  | Class  |
| ------- | ------------------ | ----------- | ----------- | ----------- | ------ | ------ |
| Oro     | Paola Espinosa     | Messico     | 347.25      | 2           | 383.20 | 1      |
| Argento | Roseline Filion    | Canada      | 353.80      | 1           | 377.60 | 2      |
| Bronzo  | Meaghan Benfeito   | Canada      | 315.10      | 4           | 357.45 | 3      |
| 4       | Alejandra Orozco   | Messico     | 312.60      | 5           | 345.05 | 4      |
| 5       | Samantha Bromberg  | Stati Uniti | 326.35      | 3           | 337.95 | 5      |
| 6       | Ingrid De Oliveira | Brasile     | 266.70      | 7           | 329.00 | 6      |
| 7       | Giovanna Pedroso   | Brasile     | 295.10      | 6           | 299.50 | 7      |
| 8       | Delaney Schnell    | Stati Uniti | 265.20      | 8           | 263.40 | 8      |